# Razif Sidek
Mohamed Razif Haji Sidek (* 29. Mai 1962 in Banting, Selangor) ist ein ehemaliger malaysischer Badmintonspieler. Er ist einer von sechs Sidek-Brüdern. Sein ältester Bruder Misbun gewann unter anderem die Sweden Open, German Open, Singapur Open und Canada Open, der jüngste Bruder Rashid gewann die Commonwealth Games. Rahman Sidek konnte sich dagegen international nur selten in vorderster Reihe in Szene setzen. Berühmtheit erlangten die Sideks durch einen von ihnen kreierten, extrem angeschnittenen Aufschlag, der später von der IBF verboten wurde.
Razif Sidek selbst gewann mit Jalani 1992 Bronze im Doppel bei Olympia. 1982 siegten beide bei den All England. Nach seiner aktiven Laufbahn begann er eine Trainerkarriere und war von 1994 bis 1995 malaysischer Nationaltrainer.

## Erfolge
- All England Champion 1982
- Canada Open Champion 1983, 1984, 1991
- Thailand Open Finalist 1984, 1989
- Malaysia Open Champion 1985, 1986, 1987
- World Grand Prix Champion 1986, 1988, 1989, 1991
- Japan Open Champion 1986
- Chinese Taipei Open Champion 1986, 1989, 1991
- All England Finalist 1986, 1988
- Malaysia Open Finalist 1984, 1988, 1989, 1990, 1991
- Indonesia Open Champion 1988, 1990
- China Open Champion 1989
- Hong Kong Open Champion 1988, 1989
- Thomas Cup Finalist 1988, 1990, 1994 (Männerteam)
- Südostasienspiele Champion 1989, 1991 (Männerteam)
- Commonwealth Games Champion 1982, 1990
- World Cup Champion 1990, 1991
- US Open Champion 1991
- Asienmeisterschaft Champion 1992
- Thomas Cup Champion 1992 (Männerteam)
- Olympia 1992 Bronze